# Gillis van Tilborgh
Gillis van Tilborgh, auch Egidius van Tilborg oder Tilburg (* um 1625 in Brüssel; † 1678 ebenda) war ein flämischer Genremaler.

## Leben
Tilborgh soll ein Sohn des gleichnamigen Malers Gillis van Tilborch und nach dessen Tod gemeinsam mit François Duchatel (um 1616–1694) ein Schüler David Teniers des Jüngeren gewesen sein. Am 26. März 1654 wurde er Bürger der Stadt Brüssel und als Meister in der Gilde aufgenommen. In den Jahren 1656 bis 1665 meldete er bei der Gilde mehrere Schüler an und war 1663 bis 1664 Altermann (Doyen) der Zunft. Er fertigte kleinfigurige Gruppendarstellungen und Genrebilder aus dem Bauernleben (Hochzeiten, Wirtshausszenen, Schlägereien …) in der Art seines Meisters und Joos van Craesbeecks. Eines seiner wichtigsten Werke war die Bauernhochzeit. Er signierte seine Werke entweder mit seinem vollen Namen, mit seinen Initialen GT oder mit den Monogramm TB.
Ab 1666 war er Kurater der Bildersammlung in der Burg Tervuren bei Brüssel. Er wird manchmal auch als Gillis van Tilbourg II. oder der Jüngere bezeichnet, da es einen weiteren Maler dieses Namens gegeben haben soll, der um 1578 zu Antwerpen geboren und um 1632 gestorben und sein Vater gewesen sein soll.

## Werke (Auswahl)

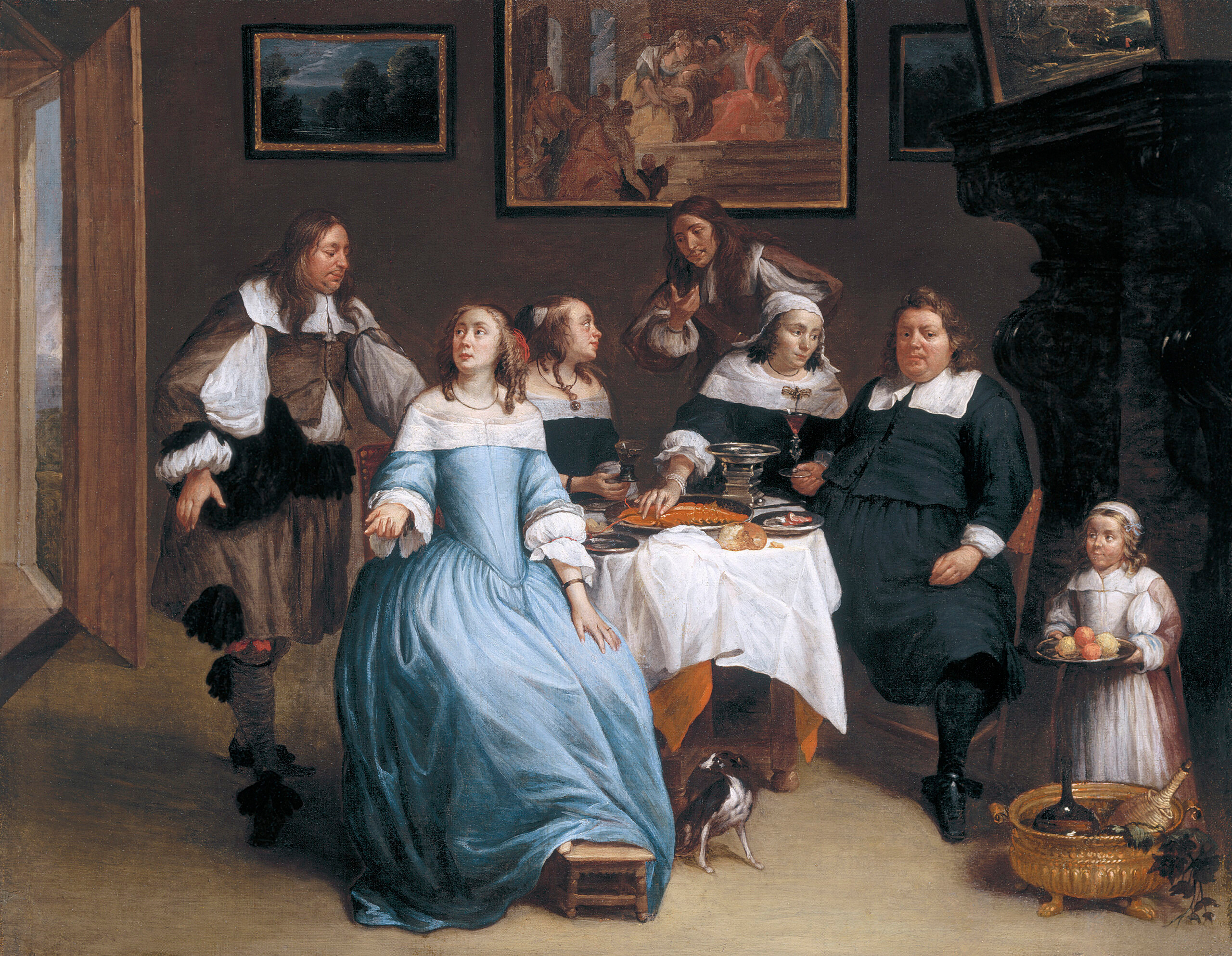
Elegante Gesellschaft

Ein altes Paar bei der Jause

- Vlämische Bauernhochzeit oder Holländische Hochzeit (Dresden)
- Ein junger Bauern in einer Wirthshausstube (Dresden, signiert mit Brakenburg)
- Das ländliche Fest (Lille)
- Der Geograph
- Die fünf Sinne (Dijon, 1658)
- Das Gastmahl (Den Haag)
- Ein altes Paar bei der Jause
- Bauernschlägerei 1660 und Wachtstube 1669 (Wien)
- Vorlesenden Bauer und Vorlesenden Bäuerin (Pinakothek München)
- Ausritt vornehmer Ritter des goldenen Vließes aus dem Palais der Herzöge von Brabant in Brüssel
- Musizierende Gesellschaft und Ein Maler in seinem Atelier (mit ähnlichen Personendarstellungen)
- Jahrmarkt auf dem Place de Mer in Antwerpen
- Der Krankenbesuch